# Franz Marc
Franz Marc, nascido Franz Moritz Wilhelm Marc (Munique,  Reino da Baviera, Império Alemão, 8 de fevereiro de 1880 - Braquis, França, 4 de março de 1916), foi um dos mais influentes pintores representantes do movimento expressionista na Alemanha.

## Biografia
Filho de Wilhelm Marc, um pintor profissional de paisagens, e de Sophie Marc, uma estrita calvinista, descendente dos huguenotes que se estabeleceram na Alsácia, decidiu iniciar seus estudos na Academia de Belas Artes de Munique, em 1900, depois de passar pela filosofia e pela teologia. Suas primeiras criações foram paisagens, de estilo naturalista. Graças ao seu excelente domínio do francês, que lhe fora transmitido pela mãe, durante duas temporadas que passou em Paris (1903 e 1907), descobriu o impressionismo e sobretudo uma grande afinidade com a obra de Vincent Van Gogh.
Em 1910, fez amizade com os pintores August Macke, Gabriele Münter e Wassily Kandinsky. Com eles e outros pintores dissidentes do movimento Neue Künstlervereinigung, fundou o grupo Der Blaue Reiter ("O cavaleiro azul"), em 1911.
Franz Marc entendia a religião como um componente importante do processo criativo e assumia a arte como um meio para representar, de forma quase onírica, a verdade oculta e íntima da realidade. Assim, a sua pintura foi-se gradualmente libertando da referência cromática naturalista ou realista e passou a imprimir à cor uma forte conotação espiritual: vermelho representa a matéria, o azul é o elemento masculino e o amarelo é o elemento feminino.
Nas telas "Grandes Cavalos Azuis", de 1911, e "Pequenos Cavalos Amarelos", de 1912, percebe-se a dupla temática presente no seu trabalho: o cavalo, símbolo de força, e a cor intensa e luminosa utilizada como metáfora sexual. A maior parte das suas obras retrata animais.
Influenciado pelo uso da cor de Robert Delaunay, gradativamente sua obra se aproxima do futurismo e do cubismo e para a crescente abstração, até culminar na abstração expressiva. O tema é a força vital da natureza, o bem, a beleza e a verdade do animal, que o autor não vê no homem.
No ano seguinte, abandonou qualquer referência figurativa realizando a sua primeira tela inteiramente abstrata.
Na Primeira Guerra Mundial, Franz Marc apresentou-se como voluntário. Em 1916, em Gussainville, durante a Batalha de Verdun, foi morto por um estilhaço na cabeça quando realizava missão de reconhecimento. Morreu aos 36 anos.

## Seleção de obras
| Obra | Ano  | Nome                       | Transliteração                | Técnica                                       | Coleção                                |
| ---- | ---- | -------------------------- | ----------------------------- | --------------------------------------------- | -------------------------------------- |
|      | 1911 | Blaues Pferd I             | Cabalo azul                   | Óleo sobre tela 112 cm. × 84,5 cm.            | Lenbachhaus                            |
|      | 1911 | Liegender Hund im Schnee   | Cachorro caído na neve        | 105 cm. * 62,5 cm.                            | Instituto Städel                       |
|      | 1911 | Nudes under Trees          | Nudez sob as árvores          | Óleo sobre tela 1100 mm. * 1800 mm.           | Museu do Palácio de Arte de Düsseldorf |
|      | 1912 | Der Traum                  | O sonho                       | Óleo sobre tela 100,5 cm. * 135,5 cm.         | Museu Thyssen-Bornemisza               |
|      | 1912 | Der Tiger                  | O tigre                       | Xilografía 24 cm. × 20 cm.                    | Lenbachhaus                            |
|      | 1912 | Deer in a Monastery Garden | Cervo no jardim do monastério | Óleo sobre tela 101 cm. × 75,5 cm.            | Lenbachhaus                            |
|      | 1913 | Deer in the Forest I       | Cervo no bosque I             | Óleo sobre tela 39,75 mm. * 41,25 mm.         | Coleção Phillips                       |
|      | 1914 | Das Schaf                  | O cordeiro                    | Óleo sobre tela 545 mm. * 770 mm.             | Museu Boymans Van Beuningen            |
|      | 1916 | Ruhen Pferde               | Cabalos descansando           | Xilografía en papel japonés 28,6 mm. * 40 mm. | Museu de Belas Artes de Houston        |

- Dois Gatos, Azul e roxo (1912)
- Cachorro caído na neve (1910-1911) e umas da mais famosas
- Vaca amarela (1911)
- Cavalo azul (1911)
- Cervos na neve (1911)
- O tigre (1912)
- O destino dos animais (1913)
- Raposas (1913)
- Três gatos (1913)
- Tirol (1913-1914)
- O cordeiro (1913-1914)
- Combate de formas (1914)